# Великобелозёрский сельский совет (Великобелозёрский район)
Великобелозёрский сельский совет (укр. Великобілозерська сільська рада) — входит в состав
Великобелозерского района
Запорожской области
Украины.
Административный центр сельского совета находится в 
с. Великая Белозёрка.

## Населённые пункты совета
- с. Великая Белозёрка